# František Albert (kněz)

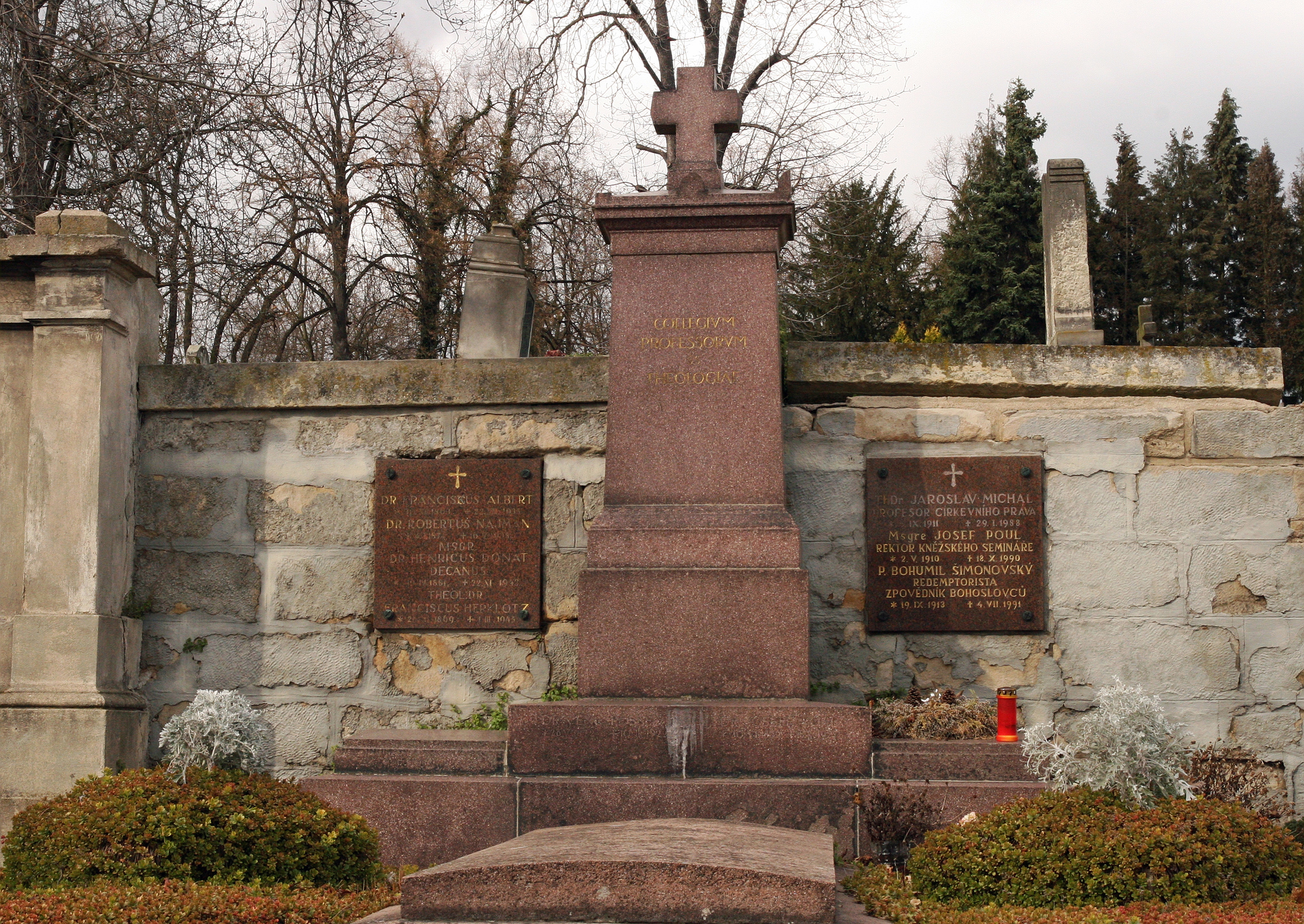
Hrobka profesorů teologie, městský hřbitov, Litoměřice

František Albert (30. prosince 1863 Nahořečice – 22. srpna 1935 Litoměřice) byl český katolický kněz, papežský prelát, čestný kanovník katedrály sv. Štěpána v Litoměřicích a emeritní rektor semináře.

## Život
Rodák z Nahorscheditz na Karlovarsku František (Franz) Albert byl na kněze vysvěcen 21. července 1889. V Litoměřicích byl rektorem biskupského kněžského semináře po I. světové válce a vyučoval morální teologii a kanonické právo. Zároveň působil na litoměřické biskupské konzistoři jako konzistorní rada, soudce a prosynodální examinátor. Byl promotorem justitiae diecézního soudu a člen dozorčí rady. Vzhledem ke svým pedagogickým zkušenostem stal se seniorem kolegia profesorů teologie. V Litoměřicích byl jmenován také čestným kanovníkem katedrály sv. Štěpána. Papež Pius XI. ocenil jeho úsilí titulem papežský prelát.